# Erik Gunnar Asplund

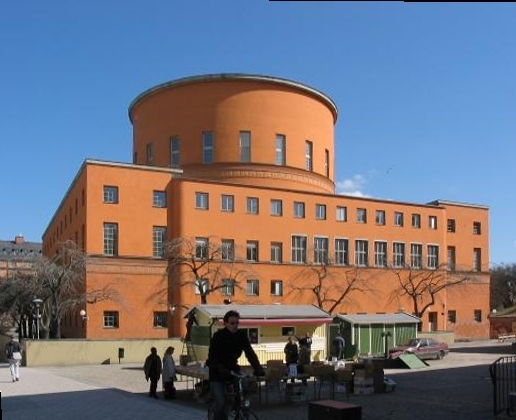
Biblioteca pública d'Estocolm

Erik Gunnar Asplund (22 de setembre de 1885 – 20 d'octubre de 1940) va ser un arquitecte suec, pioner del moviment modern nòrdic als anys 1920s i 1930s.

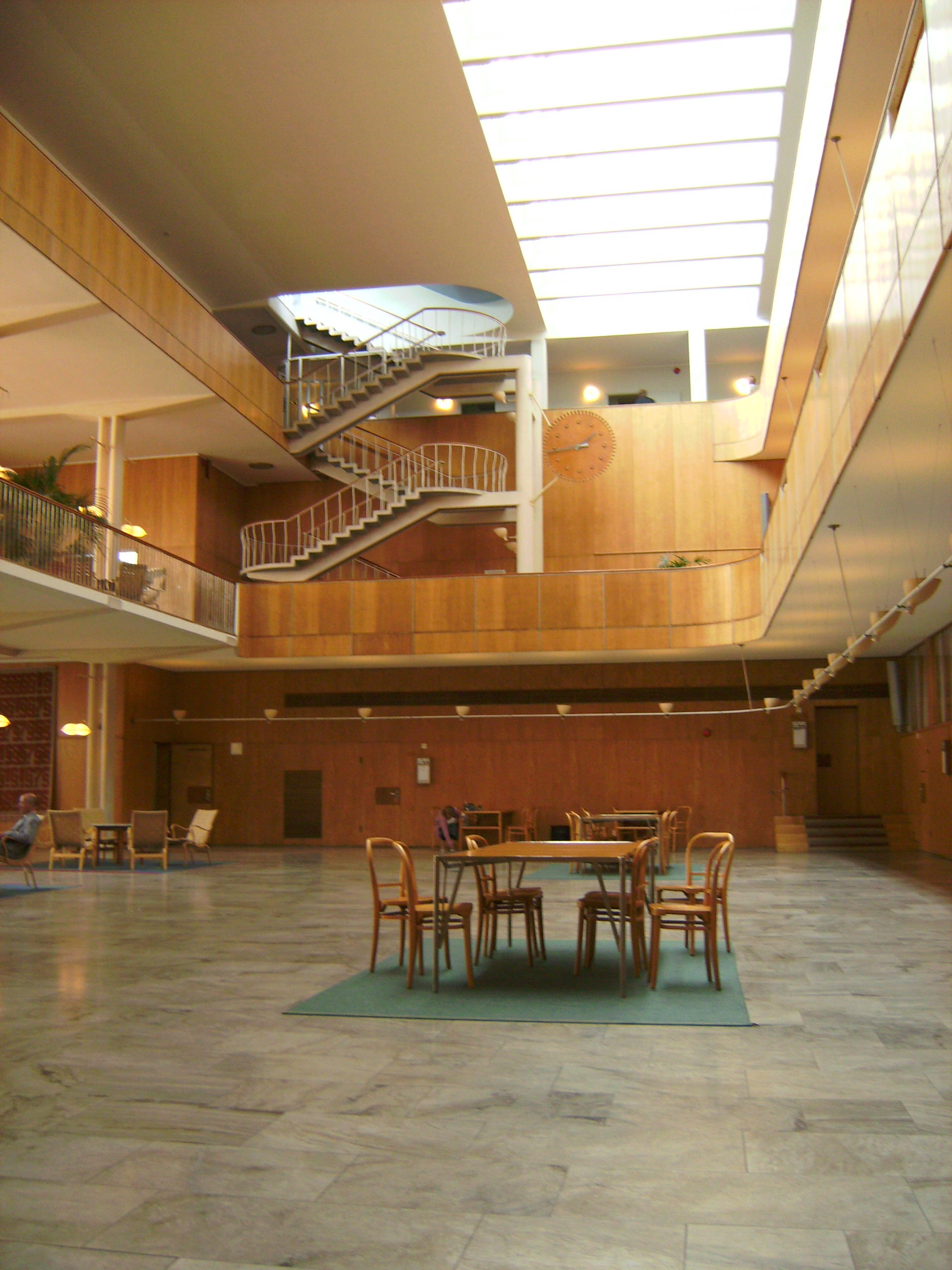
Interior de l'Ajuntament de Gotemburg

Asplund es forma artísticament en l'escola romàntica sueca. Les seves primeres obres segueixen aquesta orientació, de la qual s'allunya a poc a poc per a crear una versió modernitzada i molt personal del neoclàssic. El 1930 construeix els pavellons de l'Exposició Internacional d'Estocolm, completament moderns. En aquell any l'arquitectura moderna està representada principalment pel racionalisme d'Alemanya, Països Baixos i França.

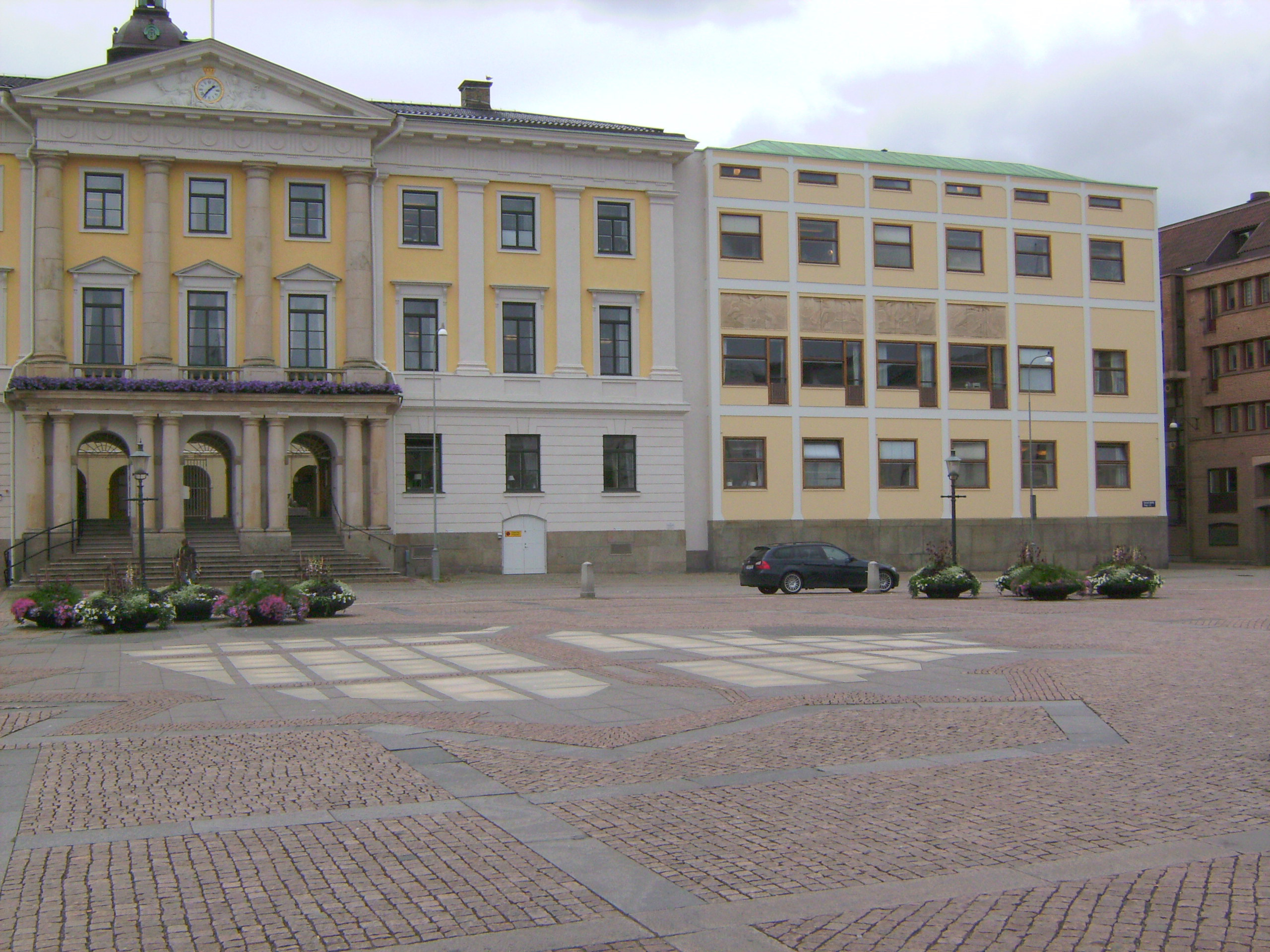
Façana de l'Ajuntament de Göteborg, amb l’ampliació d’Asplund a la dreta (1934-37).

Asplund adopta les formes d'aquest moviment, però l'interpreta d'una forma personal, més lliure i espontània, en una línia que pot considerar-se d'estil orgànic. De 1934 a 1937 treballa en l'ampliació de l'Ajuntament de Göteborg, obra de gran interès perquè planteja de manera pionera el problema de juxtaposar a un edifici antic una construcció moderna. Asplund el resol generant un diàleg entre nou i vell en el que cap de les dues parts predomina sobre l’altra i es reforcen mútuament, creant un precedent de gran significació, sobretot a partir de la reconstrucció d’Europa després de la Segona Guerra Mundial.
Dues de les seves obres més conegudes són la biblioteca pública d'Estocolm, construida entre la tardor de 1924 i la tardor de 1927 i model per a moltes altres biblioteques posteriors; i el Cementiri del Bosc d'Estocolm (Skogskyrkogården), dissenyat conjuntament amb Sigurd Lewerentz, un cementiri-paisatge en el que els edificis dissenyats per Asplund i Lewerentz expressen la solemnitat i lirisme de la funció funerària amb una gran sobrietat formal i que ha estat declarat per la UNESCO com a Patrimoni de la Humanitat.